# Amicodisca svrcekii
Amicodisca svrcekii är en svampart som tillhör divisionen sporsäcksvampar, och som beskrevs av Ain (G.) Raitviir och Seppo Huhtinen. Amicodisca svrcekii ingår i släktet Amicodisca, och familjen Hyaloscyphaceae. Enligt den finländska rödlistan är arten otillräckligt studerad i Finland. Arten är reproducerande i Sverige. Artens livsmiljö är öppna översvämningsstränder med finsediment vid sjöar och vattendrag.